# Liste der Burgwälle im Freistaat Sachsen
Diese Liste führt prähistorische sowie früh- und hochmittelalterliche Burgwälle im Freistaat Sachsen auf.

## StadtChemnitz
- Turmhügelburg Wasserburg Blankenau, Chemnitz-Borna, hochmittelalterlich, 12./13.Jh., eingeebnet. Nur im Luftbild sichtbar.

## StadtDresden
| Ort          | Lokalität                 | Typ und Kurzbeschreibung | Datierung                                                                    | schriftliche Quellen | Archäologische Untersuchungen und Funde      | Übersichtsliteratur                                         |
| ------------ | ------------------------- | ------------------------ | ---------------------------------------------------------------------------- | --- | -------------------------------------------- | ----------------------------------------------------------- |
| Briesnitz    | Bresnice                  |                          | Lausitzer Kultur, Früh- und Hochmittelalter                                  | Burgward Bresnice: F 1071 (CDS I,1,142) 1139/1143 | zahlreiche Funde                             | Radig, Verzeichnis 1940 Nr. 1; Corpus 115/1; Billig Nr. 62  |
| Coschütz     | Heidenschanze bei Dresden |                          | Jüngere Bronzezeit, Ältere und Mittlere Eisenzeit, Früh- und Hochmittelalter | =? Bvistrizi 1068 (Burgward Bvistrizi) (CDS I A 1, S. 331, Nr. 136) | Grabungen 1940/41, 1956/57, Oberflächenfunde | Radig, Verzeichnis 1940 Nr. 2; Corpus 115/3                 |
| Lockwitz     | Burgberg                  |                          | Früh- und Hochmittelalter                                                    | | mehrere Oberflächenfunde                     | Radig, Verzeichnis 1940 Nr. 3; Corpus 115/21                |
| Loschwitz    | Burgberg                  |                          | Früh- und Hochmittelalter                                                    | |                                              | Corpus 115/28                                               |
| Niederwartha | Burgberg Niederwartha     |                          | Früh- und Hochmittelalter                                                    | Burgward Woz F 1071 (1139/1143) und 1144 / Burgward Wosice F 1091 (1139/1143) =? Gvozdec zu 1087 (Cosmas II 39)/1088 (Cosmas II 40) und 1123 (Cosmas III 53) =? (nach Billig) Burgward Guodezi 1045 (D HIII 148) | zwei Messer, wenige Keramikfunde             | Radig, Verzeichnis 1940 Nr. 22; Corpus 114/8, Billig Nr. 60 |
| Niederwartha | Böhmerwall                |                          | Früh- und Hochmittelalter                                                    | =? Gvozdec zu 1087 (Cosmas II 39)/1088 (Cosmas II 40) und 1123 (Cosmas III 53) |                                              |                                                             |
| Omsewitz     | Burgstädtel               |                          | Früh- und Hochmittelalter                                                    | | wenige Oberflächenfunde, Verlust             | Radig, Verzeichnis 1940 Nr. 4; Corpus 115/37                |
| Pillnitz     | Kanapee                   |                          | Früh- und Hochmittelalter                                                    | | Grabungsfunde, Holz-Erde-Konstruktion        | Corpus 115/39                                               |

## StadtLeipzig
| Ort             | Lokalität              | Typ und Kurzbeschreibung | Datierung                 | schriftliche Quellen | Archäologische Untersuchungen und Funde | Übersichtsliteratur                           |
| --------------- | ---------------------- | ------------------------ | ------------------------- | -------------------- | --------------------------------------- | --------------------------------------------- |
| Connewitz       | Schulberg              |                          | Früh- und Hochmittelalter |                      |                                         | Radig, Verzeichnis 1940 Nr. 69; Corpus 147/3  |
| Leipzig-Zentrum | Matthäikirchhof        |                          | Früh- und Hochmittelalter | 1050 (D HIII 254)    |                                         | Radig, Verzeichnis 1940 Nr. 68; Corpus 147/4  |
| Wahren          | Burg Wahren, Kirchberg |                          | Früh- und Hochmittelalter |                      |                                         | Radig, Verzeichnis 1940 Nr. 71; Corpus 147/21 |

## Landkreis Bautzen
| Ort                                   | Lokalität                         | Typ und Kurzbeschreibung | Datierung                                      | schriftliche Quellen                            | Archäologische Untersuchungen und Funde                                                                | Übersichtsliteratur |
| ------------------------------------- | --------------------------------- | ------------------------ | ---------------------------------------------- | ----------------------------------------------- | --- | ------------------- |
| Bautzen                               | Ortenburg                         |                          | Früh- und Hochmittelalter                      | zu 1002 civitas (Thietmar V,9)                  | | Corpus 107/4        |
| Bautzen                               | Weite Bleiche oder Alter Wall     |                          | Früh- und Hochmittelalter                      |                                                 | | Corpus 107/5        |
| Belgern, Ot. von Weißenberg           | Weißer Berg oder Schanzberg       |                          | Früh- und Hochmittelalter                      |                                                 | | Corpus 107/22       |
| Binnewitz, Ot. von Großpostwitz       | Alter Wall                        |                          | Früh- und Hochmittelalter                      |                                                 | | Corpus 107/23       |
| Blösa, Ot. von Kubschütz              | Schanze oder Alter Wall           |                          | Früh- und Hochmittelalter                      |                                                 | | Corpus 107/26       |
| Brohna, Ot. von Radibor               | Brohnaer Schanze oder Hrodisko    |                          | Früh- und Hochmittelalter                      |                                                 | | Corpus 107/29       |
| Coblenz, Ot. von Göda                 | Alte Schanze                      |                          | Früh- und Hochmittelalter                      |                                                 | | Corpus 107/35       |
| Dahren, Ot. von Göda                  | Alte Schanze oder Schwedenschanze |                          | Früh- und Hochmittelalter                      |                                                 | | Corpus 107/37       |
| Doberschau, Ot. von Doberschau-Gaußig | Doberschauer Schanze              |                          | Früh- und Hochmittelalter                      | vermutlich Trebista, erwähnt 1071 (CDS I,1,142) | | Corpus 107/38       |
| Dobranitz, Ot. von Göda               | Alte Schanze oder Radisch         |                          | Früh- und Hochmittelalter                      |                                                 | | Corpus 107/39       |
| Göda                                  | Alte Schanze                      |                          | Früh- und Hochmittelalter                      | 1071 (CDS I,1,142)                              | | Corpus 107/43       |
| Großhänchen, Ot. von Burkau           | Schanze                           |                          | Früh- und Hochmittelalter                      |                                                 | nur Holzkohlestücke, Wallkonstruktion in Holz-Lehmbau unter Verwendung von Steinen                     | Corpus 113/4        |
| Kamenz                                | Kamenzer Schlossberg              |                          | Früh- und Hochmittelalter                      |                                                 | | Corpus 106/6        |
| Kamenz                                | Reinhardsberg                     |                          | Früh- und Hochmittelalter                      |                                                 | | Corpus 106/7        |
| Kirschau                              | Burg Körse                        |                          | Früh- und Hochmittelalter                      |                                                 | | Corpus 107/60       |
| Kleinsaubernitz, Ot. von Malschwitz   | Der Radisch oder Hrodisco         |                          | Früh- und Hochmittelalter                      |                                                 | | Corpus 107/61       |
| Kleinseitschen, Ot. von Göda          | Schanze                           |                          | Früh- und Hochmittelalter                      |                                                 | | Corpus 107/63       |
| Kopschin, Ot. von Crostwitz           | Kopschiner Schanze                |                          | Früh- und Hochmittelalter                      |                                                 | | Corpus 106/10       |
| Kreckwitz, Ot. von Kubschütz          | Altes Rittergut                   |                          | Früh- und Hochmittelalter                      |                                                 | | Corpus 107/67       |
| Kuckau, Ot. von Panschwitz-Kuckau     |                                   |                          | Früh- und Hochmittelalter                      |                                                 | | Corpus 106/11       |
| Lauske, Ot. von Weißenberg            | Schanze                           |                          | Früh- und Hochmittelalter                      |                                                 | | Corpus 107/73       |
| Loga, Ot. von Neschwitz               | Schanze                           |                          | Früh- und Hochmittelalter                      |                                                 | | Corpus 107/76       |
| Luga, Ot. von Neschwitz               | Schanze                           |                          | Früh- und Hochmittelalter                      |                                                 | | Corpus 107/79       |
| Naundorf, Ot. von Doberschau-Gaußig   | Raubschloss                       |                          | Früh- und Hochmittelalter                      |                                                 | Oberflächenfunde, Wälle wiesen „Streichholzbau“ auf und Steine waren im „Trockenmauerverband“ versetzt | Corpus 113/6        |
| Neschwitz                             | Altes Schloss (?)                 |                          | Früh- und Hochmittelalter                      |                                                 | | Corpus 107/85       |
| Niedergurig, Ot. von Malschwitz       | Lubasschanze                      |                          | Früh- und Hochmittelalter                      |                                                 | | Corpus 107/89       |
| Niethen, Ot. von Hochkirch            | Schwedenschanze                   |                          | Früh- und Hochmittelalter                      |                                                 | | Corpus 107/90       |
| Ostro, Ot. von Panschwitz-Kuckau      | Ostroer Schanze                   |                          | Billendorfer Kultur, Früh- und Hochmittelalter |                                                 | | Corpus 106/12       |
| Prietitz, Ot. von Elstra              | Georgenberg                       |                          | Früh- und Hochmittelalter                      |                                                 | | Corpus 106/14       |
| Rackel, Ot. von Malschwitz            | Alte Schanze                      |                          | Früh- und Hochmittelalter                      |                                                 | | Corpus 107/103      |
| Radibor                               |                                   |                          | Früh- und Hochmittelalter                      |                                                 | | Corpus 107/104      |
| Särka, Ot. von Weißenberg             | Stromberg                         |                          | Früh- und Hochmittelalter                      |                                                 | | Corpus 107/110      |
| Schmölln, Ot. von Schmölln-Putzkau    | Hraschken                         |                          | Früh- und Hochmittelalter                      |                                                 | wenige Oberflächenfunde                                                                                | Corpus 113/11       |
| Seidau, Ot. von Bautzen               | Protschenberg                     |                          | Lausitzer Kultur, Früh- und Hochmittelalter    |                                                 | | Corpus 107/114      |
| Seitschen, Ot. von Göda               |                                   |                          | Früh- und Hochmittelalter                      | 1091 (D HIV 420 F)                              | | Corpus 107/117      |
| Sohland an der Spree                  | Schlossberg                       |                          | Früh- und Hochmittelalter                      |                                                 | | Corpus 107/123      |
| Spittwitz, Ot. von Göda               | Alte Schanze                      |                          | Früh- und Hochmittelalter                      |                                                 | | Corpus 107/125      |
| Zschorna, Ot. von Hochkirch           | Alte Schanze                      |                          | Früh- und Hochmittelalter                      |                                                 | | Corpus 107/138      |

## Erzgebirgskreis
- Wallburg oder Volksburg/Fliehburg in Rechenberg oberhalb der Burgruine in Spornlage (?), wird als mittelalterlicher Erweiterungsbau der unteren Burg angesehen.
- Oelsnitz/Erzgeb.: abgegangener Ringwall, wohl einer Turmhügelburg. Möglicherweise Stammsitz der Ritter von der Oelsnitz. Belegt durch älteste bekannte Ortsdarstellung. Genaue Lage wohl unklar. Möglicherweise bei Anlegung von Eisenbahnstrecke oder neuem Friedhof (im 19.Jh.?) beseitigt worden.

## Landkreis Görlitz
| Ort                                                       | Lokalität                               | Typ und Kurzbeschreibung                                                                                     | Datierung                                                    | schriftliche Quellen | Archäologische Untersuchungen und Funde                                                     | Übersichtsliteratur                                                         |
| --------------------------------------------------------- | --------------------------------------- | --- | ------------------------------------------------------------ | -------------------- | ------------------------------------------------------------------------------------------- | --------------------------------------------------------------------------- |
| Altbernsdorf auf dem Eigen, Ot. von Bernstadt a. d. Eigen | Burgberg                                | Höhenburg, halbrunder Abschnittswall, sehr gut erhalten                                                      | Früh- und Hochmittelalter                                    |                      | sehr wenige Oberflächenfunde                                                                | Corpus 109/1; von Richthofen, Landeskrone 2003 Kat.-Nr. 1                   |
| Bellwitz, Ot. von Löbau                                   | Bielplatz                               | | Früh- und Hochmittelalter                                    |                      |                                                                                             | Corpus 112/1                                                                |
| Bernstadt auf dem Eigen                                   |                                         | | Früh- und Hochmittelalter                                    |                      |                                                                                             | Corpus 112/2                                                                |
| Berzdorf auf dem Eigen, Ot. von Schönau-Berzdorf          |                                         | | Früh- und Hochmittelalter                                    |                      |                                                                                             | Corpus 109/2                                                                |
| Biesnitz, Ot. von Görlitz                                 | Landeskrone                             | Höhenburg mit mäßig erhaltenem Ringwall und Vorburg mit gut erhaltenem halbrunden Abschnittswall             | Lausitzer Kultur, Früh- und Hochmittelalter                  |                      |                                                                                             | Corpus 110/1 und 110/2; von Richthofen, Landeskrone 2003 Kat.-Nr. 10 und 11 |
| Bischdorf, Ot. von Rosenbach                              | Alte Schanze                            | | Früh- und Hochmittelalter                                    |                      |                                                                                             | Corpus 112/3                                                                |
| Döbschütz, Ot. von Vierkirchen                            | Alter Wall oder Burgberg                | Höhenburg, halbrunder Abschnittswall, sehr gut erhalten                                                      | Lausitzer und Billendorfer Kultur, Früh- und Hochmittelalter |                      | Ausgrabung 1909 durch Ludwig Feyerabend                                                     | Corpus 109/5; von Richthofen, Landeskrone 2003 Kat.-Nr. 5                   |
| Ebersbach, Ot. von Schöpstal                              | Kesselberg                              | Höhenburg, Ringwall, sehr gut erhalten                                                                       | wohl Früh- und Hochmittelalter                               |                      | bislang kein eindeutig datierendes Fundmaterial bekannt                                     | Corpus 109/6; von Richthofen, Landeskrone 2003 Kat.-Nr. 6                   |
| Ebersbach, Ot. von Schöpstal                              | Kleine Schanze oder Burgberg            | Höhenburg in Spornlage, halbrunder Abschnittswall?, weitestgehend abgetragen                                 | Früh- und Hochmittelalter                                    |                      |                                                                                             | Corpus 109/7; von Richthofen, Landeskrone 2003 Kat.-Nr. 7                   |
| Friedersdorf, Ot. von Markersdorf                         | Kiefernbergschanze oder Schwedenschanze | Höhenburg, halbrunder Abschnittswall, durch Kiesabbau Befestigung und große Teile der Innenfläche abgetragen | Früh- und Hochmittelalter                                    |                      |                                                                                             | Corpus 109/9; von Richthofen, Landeskrone 2003 Kat.-Nr. 8                   |
| Görlitz                                                   | Vogtshof und Peterskirche               | vermutete Höhenburg, weiteres unbekannt, weitgehend beseitigt                                                | Früh- und Hochmittelalter                                    |                      |                                                                                             | Corpus 110/3; von Richthofen, Landeskrone 2003 Kat.-Nr. 9                   |
| Jauernick-Buschbach, Ot. von Markersdorf                  | Burgberg                                | Höhenburg, halbrunder Abschnittswall mit ebenfalls halbrunder Vorburg, beides sehr gut erhalten              | Lausitzer und Billendorfer Kultur, Früh- und Hochmittelalter |                      |                                                                                             | Corpus 109/11; von Richthofen, Landeskrone 2003 Kat.-Nr. 13                 |
| Liebstein, Ortsteil von Schöpstal                         | Limasberg                               | Höhenburg mit Ringwall?, weiteres unbekannt, da vollständig abgetragen                                       | Früh- und Hochmittelalter                                    |                      | wenige mittel- und spätslawische Oberflächenfunde, Altfunde aus Metall offenbar verschollen | Corpus 109/17; von Richthofen, Landeskrone 2003 Kat.-Nr. 18                 |
| Kittlitz, Ot. von Löbau                                   | Schwedenschanze                         | | Früh- und Hochmittelalter                                    |                      |                                                                                             | Corpus 112/6                                                                |
| Marienthal, Ot. von Ostritz                               | Burgberg, Schanze oder Alter Wall       | Höhenburg, sehr gut erhaltener Abschnittswall                                                                | Früh- und Hochmittelalter                                    |                      | kein Fundmaterial bekannt, es wird auch eine spätmittelalterliche Burg erwogen              | Corpus 109/19; von Richthofen, Landeskrone 2003 Kat.-Nr. 22                 |
| Oehlisch, Ot. von Reichenbach/O.L.                        | Lehmanns Schanze                        | Höhenburg mit Ringwall, mäßig erhalten, weitgehend eingeebnet                                                | Früh- und Hochmittelalter                                    |                      | kleinere Grabungsschnitt im Jahr 1925, Funde offenbar verschollen                           | Corpus 109/23; von Richthofen, Landeskrone 2003 Kat.-Nr. 26                 |
| Oybin                                                     | Berg Oybin                              | | Früh- und Hochmittelalter                                    |                      |                                                                                             | Corpus 111/3                                                                |
| Pethau, Ot. von Zittau                                    | Heidenwall oder Alte Schanze            | | Früh- und Hochmittelalter                                    |                      |                                                                                             | Corpus 111/4                                                                |
| Rothenburg/Oberlausitz                                    | Altes Schloss                           | | Früh- und Hochmittelalter                                    |                      |                                                                                             | Corpus 108/4                                                                |
| Rennersdorf/O.L., Ot. von Herrnhut                        | Heidebergschanze                        | | Früh- und Hochmittelalter                                    |                      |                                                                                             | Corpus 112/8                                                                |
| Schönau auf dem Eigen, Ot. von Schönau-Berzdorf           | Hutberg oder Bernhardsberg              | Höhenburg, halbrunder Abschnittswall mit gemörtelten Fundamentresten                                         | Früh- und Hochmittelalter                                    |                      | Ausgrabungen im Jahr 1903                                                                   | Corpus 109/25                                                               |
| Schöps, Ot. von Reichenbach/O.L.                          | Große Schanze                           | Höhenburg mit sehr gut erhaltenem Abschnittswall                                                             | Früh- und Hochmittelalter                                    |                      | 1870 Grabungen durch Rudolf Virchow, 1936 Wallprofil aufgenommen                            | Corpus 109/26; von Richthofen, Landeskrone 2003 Kat.-Nr. 33                 |
| Schöps, Ot. von Reichenbach/O.L.                          | Kleine Schanze                          | Höhenburg, gut erhaltener Ringwall mit Vorburg                                                               | Früh- und Hochmittelalter                                    |                      |                                                                                             | Corpus 109/27; von Richthofen, Landeskrone 2003 Kat.-Nr. 34                 |
| Sohland am Rotstein                                       |                                         | Höhenburg, halbrunder Abschnittswall mit etwa halbrunder Vorburg                                             | Früh- und Hochmittelalter                                    |                      | Grabungen durch Virchow 1871 und Schmidt 1901–1906                                          | von Richthofen, Landeskrone 2003 Kat.-Nr. 36                                |

## Landkreis Leipzig
| Ort                                                             | Lokalität                      | Typ und Kurzbeschreibung | Datierung                                     | schriftliche Quellen                                                                | Archäologische Untersuchungen und Funde | Übersichtsliteratur                           |
| --------------------------------------------------------------- | ------------------------------ | ------------------------ | --------------------------------------------- | ----------------------------------------------------------------------------------- | --------------------------------------- | --------------------------------------------- |
| Altengroitzsch, Ot. von Groitzsch                               |                                |                          | Früh- und Hochmittelalter                     |                                                                                     |                                         | Radig, Verzeichnis 1940 Nr. 36; Corpus 154/1  |
| Burgberg, Ot. von Grimma                                        | Burgberg                       |                          | Früh- und Hochmittelalter                     |                                                                                     |                                         | Radig, Verzeichnis 1940 Nr. 51; Corpus 153/9  |
| Cröbern, abgebaggertes Dorf bei Markkleeberg,                   | Ringwall                       |                          | Früh- und Hochmittelalter                     |                                                                                     |                                         | Radig, Verzeichnis 1940 Nr. 64; Corpus 146/4  |
| Deuben, Ot. von Wurzen                                          | Alte Schanze                   |                          | Früh- und Hochmittelalter                     |                                                                                     |                                         | Radig, Verzeichnis 1940 Nr. 52; Corpus 150/9  |
| Döben, Ot. von Grimma                                           | Zetten                         |                          | Frühmittelalter                               |                                                                                     |                                         | Radig, Verzeichnis 1940 Nr. 53; Corpus 153/10 |
| Döben, Ot. von Grimma                                           | Schlossberg                    |                          | Hochmittelalter                               | nach Billig Grobi 1046 (D HIII 162)                                                 |                                         | Corpus 153/11                                 |
| Flößberg, Ot. von Frohburg                                      | Schlossberg (?)                |                          | Früh- und Hochmittelalter                     |                                                                                     |                                         | Corpus 155/2                                  |
| Gautzsch, Ot. von Markkleeberg                                  | vermutlich ehemaliger Burgwall |                          | Früh- und Hochmittelalter                     |                                                                                     |                                         | Radig, Verzeichnis 1940 Nr. 66; Corpus 146/37 |
| Göhren, Ot. von Magdeborn (beide abgebaggert), nun zu Großpösna | Berggarten Kellerberg          |                          | Früh- und Hochmittelalter                     |                                                                                     |                                         | Radig, Verzeichnis 1940 Nr. 67; Corpus 146/19 |
| Groitzsch                                                       | Wiprechtsburg Groitzsch        |                          | Früh- und Hochmittelalter                     | 1105 (UBM 89)                                                                       |                                         | Radig, Verzeichnis 1940 Nr. 37; Corpus 154/12 |
| Großpötzschau, zu Pötzschau, Ot. von Rötha                      | Malberg                        |                          | Früh- und Hochmittelalter                     |                                                                                     |                                         | Radig, Verzeichnis 1940 Nr. 38; Corpus 154/14 |
| Hain (abgebaggert), Fläche zu Lobstädt                          | Malberg oder Burgsterl         |                          | Früh- und Hochmittelalter                     |                                                                                     |                                         | Radig, Verzeichnis 1940 Nr. 40; Corpus 154/18 |
| Hohburg                                                         | Burzelberg                     |                          | Latènezeit, Früh- und Hochmittelalter         |                                                                                     |                                         | Corpus 150/18                                 |
| Kohren-Sahlis                                                   | Burg Kohren                    |                          | Hochmittelalter                               | zu 1018 curtis (Thietmar VIII,21,22)                                                |                                         | Corpus 155/5                                  |
| Köllmichen, Ot. von Grimma                                      | Alte Schanze                   |                          | Früh- und Hochmittelalter                     |                                                                                     |                                         | Radig, Verzeichnis 1940 Nr. 54; Corpus 153/41 |
| Kühren, Ot. von Wurzen                                          | Höckerberg                     |                          | Früh- und Hochmittelalter                     |                                                                                     |                                         | Corpus 150/21                                 |
| Lastau, Ot. von Colditz                                         | Burgberg Lastau                |                          | Früh- und Hochmittelalter                     |                                                                                     |                                         | Radig, Verzeichnis 1940 Nr. 55; Corpus 121/56 |
| Lüptitz, Ot. von Hohburg                                        | Spitzberg                      |                          | Früh- und Hochmittelalter                     |                                                                                     |                                         | Radig, Verzeichnis 1940 Nr. 56; Corpus 150/24 |
| Magdeborn (abgebaggert),                                        | Kötzschwitz                    |                          | Früh- und Hochmittelalter                     | zu 969 castellum (Thietmar III,37)                                                  |                                         | Radig, Verzeichnis 1940 Nr. 72; Corpus 146/36 |
| Muschau, zu Dürrweitzschen, Ot. von Grimma                      | Weinberg                       |                          | Früh- und Hochmittelalter                     |                                                                                     |                                         | Radig, Verzeichnis 1940 Nr. 46; Corpus 153/55 |
| Mutzschen                                                       | Schlossberg                    |                          | Aunjetitzer Kultur, Früh- und Hochmittelalter | 1081 nur Ortsname genannt (D HIV 328), von Billig als Burgwardmittelpunkt angesehen |                                         | Radig, Verzeichnis 1940 Nr. 57; Corpus 153/58 |
| Nauberg, zu Zschoppach, Ot. von Grimma                          | Alte Schanze                   |                          | Früh- und Hochmittelalter                     |                                                                                     |                                         | Radig, Verzeichnis 1940 Nr. 47; Corpus 153/61 |
| Oelschütz, Ot. von Wurzen                                       | Sonnenmühlwall                 |                          | Früh- und Hochmittelalter                     |                                                                                     |                                         | Radig, Verzeichnis 1940 Nr. 60; Corpus 150/32 |
| Püchau, Ot. von Machern                                         | Schloss Püchau                 |                          | Früh- und Hochmittelalter                     | zu 1017 ? (Thietmar VII, 53)                                                        |                                         | Radig, Verzeichnis 1940 Nr. 61; Corpus 150/39 |
| Rötha                                                           | Fuchsberg                      |                          | Früh- und Hochmittelalter                     |                                                                                     |                                         | Radig, Verzeichnis 1940 Nr. 41; Corpus 154/36 |
| Roitzsch, Ot. von Wurzen                                        |                                |                          | Früh- und Hochmittelalter                     |                                                                                     |                                         | Corpus 150/40                                 |
| Rothersdorf, Ot. von Bennewitz                                  | Eichberg                       |                          | Früh- und Hochmittelalter                     |                                                                                     | Trockenmauer, Wallrest                  | Corpus 150/42                                 |
| Schaddel, Ot. von Grimma                                        | Großer Schaddelwall            |                          | Früh- und Hochmittelalter                     |                                                                                     |                                         | Radig, Verzeichnis 1940 Nr. 59; Corpus 153/71 |
| Schaddel, Ot. von Grimma                                        | Kleiner Schaddelwall           |                          | Früh- und Hochmittelalter                     |                                                                                     |                                         | Corpus 153/72                                 |
| Schkölen, Ot. von Markranstädt                                  | Hunnenschanze                  |                          | Früh- und Hochmittelalter                     | 993 (D OIII 132)                                                                    |                                         | Corpus 146/65                                 |
| Weideroda, Ot. von Pegau                                        | Wall                           |                          | Früh- und Hochmittelalter                     |                                                                                     |                                         | Corpus 154/49                                 |
| Wurzen                                                          | Domplatz                       |                          | Früh- und Hochmittelalter                     | zu 1017 ? (Thietmar VII, 53)                                                        |                                         | Radig, Verzeichnis 1940 Nr. 62; Corpus 150/51 |
| Zwenkau                                                         | Rabes Grundstück               |                          | Früh- und Hochmittelalter                     | 1004 (D HII 64) [974 civitas (D OII 89)]                                            |                                         | Radig, Verzeichnis 1940 Nr. 75; Corpus 146/94 |
| Zwenkau                                                         | Der Berg                       |                          | Früh- und Hochmittelalter                     |                                                                                     |                                         | Radig, Verzeichnis 1940 Nr. 76; Corpus 146/95 |

## Landkreis Meißen
| Ort                                    | Lokalität                      | Typ und Kurzbeschreibung | Datierung                                      | schriftliche Quellen                                                   | Archäologische Untersuchungen und Funde                                                                     | Übersichtsliteratur                                           |
| -------------------------------------- | ------------------------------ | ------------------------ | ---------------------------------------------- | ---------------------------------------------------------------------- | --- | ------------------------------------------------------------- |
| Glaubitz                               | Burgwall Glaubitz              |                          | Früh- und Hochmittelalter                      |                                                                        | Oberflächenfunde, darunter drei vollständige Gefäße                                                         | Corpus 104/4                                                  |
| Görzig                                 |                                |                          | Früh- und Hochmittelalter                      |                                                                        | | Radig, Verzeichnis 1940 Nr. 79                                |
| Gröba, Ot. von Riesa                   | Burgwall Gröba (Kirche)        |                          | Früh- und Hochmittelalter                      | 1064 (D HIV 131)                                                       | wenige Oberflächenfunde                                                                                     | Radig, Verzeichnis 1940 Nr. 10; Corpus 104/13; Billig, Nr. 55 |
| Höfgen, Ot. von Ketzerbachtal          | Schanzberg                     |                          | Früh- und Hochmittelalter                      |                                                                        | Oberflächenfunde, Rettungsgrabung                                                                           | Radig, Verzeichnis 1940 Nr. 17; Corpus 116/14                 |
| Kettewitz, Ot. von Klipphausen         | Jokischberg oder Schanze       | Siehe Lagekarte          | Früh- und Hochmittelalter                      |                                                                        | Oberflächenfunde                                                                                            | Radig, Verzeichnis 1940 Nr. 18; Corpus 116/19                 |
| Leckwitz, Ot. von Nünchritz            | Leckwitzer Schanze             |                          | Früh- und Hochmittelalter                      |                                                                        | Oberflächenfunde, Steinverblendung der Holz-Erde-Befestigung wird aufgrund eines kleinen Schnittes vermutet | Radig, Verzeichnis 1940 Nr. 8; Corpus 104/26                  |
| Leuben, Ot. von Leuben-Schleinitz      | Kirchberg                      |                          | Früh- und Hochmittelalter                      | 1069 in burgwardo Lovine in pago Dalmince (D HIV 227; CDS I 1 Nr. 133) | wenige Oberflächenfunde                                                                                     | Radig, Verzeichnis 1940 Nr. 19; Corpus 116/29; Billig Nr. 58  |
| Löbsal, Ot. von Diera-Zehren           | Burgberg Löbsal                |                          | Früh- und Hochmittelalter                      |                                                                        | Oberflächenfunde                                                                                            | Corpus 104/31                                                 |
| Meißen                                 | Burgberg (Albrechtsburg)       |                          | Früh- und Hochmittelalter                      | zu 929 (?) urbs (Thietmar I,16)                                        | ausgedehnte Grabungen                                                                                       | Radig, Verzeichnis 1940 Nr. 20; Corpus 116/34; Billig Nr. 255 |
| Meißen                                 | Bennokanzel                    |                          | Früh- und Hochmittelalter (spätes 10.–12. Jh.) |                                                                        | Oberflächenfunde                                                                                            | Gerlach/Hoffmann 2008                                         |
| Mettelwitz, Ot. von Leuben-Schleinitz  | Schanze oder Zöthainer Schanze |                          | Früh- und Hochmittelalter                      |                                                                        | zahlreiche Oberflächenfunde                                                                                 | Radig, Verzeichnis 1940 Nr. 21; Corpus 116/40                 |
| Neuhirschstein, Ot. von Hirschstein    | Schloss Hirschstein            |                          | Früh- und Hochmittelalter                      |                                                                        | keine Funde bekannt                                                                                         | Radig, Verzeichnis 1940 Nr. 14; Corpus 104/38                 |
| Nossen                                 | Burgberg                       |                          | Früh- und Hochmittelalter                      |                                                                        | | Corpus 116/50                                                 |
| Nossen                                 | Rodigt                         |                          | Früh- und Hochmittelalter                      |                                                                        | | Corpus 116/51                                                 |
| Nossen                                 | Dechantsberg                   |                          | Früh- und Hochmittelalter                      |                                                                        | | Radig, Verzeichnis 1940 Nr. 30a; Corpus 116/52                |
| Paltzschen, Ot. von Lommatzsch         | Tanzplatz                      |                          | Früh- und Hochmittelalter                      |                                                                        | | Radig, Verzeichnis 1940 Nr. 24; Corpus 116/56                 |
| Robschütz, Ot. von Klipphausen         |                                | Siehe Lagekarte          | Früh- und Hochmittelalter                      |                                                                        | wenige slawische Keramikbruchstücke (Verlust), Holz-Erde-Konstruktion mit äußerer Blendmauer                | Radig, Verzeichnis 1940 Nr. 25; Corpus 116/61                 |
| Stauda, Ot. von Priestewitz            | Opferhügel                     |                          | Früh- und Hochmittelalter                      |                                                                        | Oberflächenfunde                                                                                            | Radig, Verzeichnis 1940 Nr. 12; Corpus 105/7                  |
| Staucha/Oberstaucha, Ot. von Stauchitz | Kirchberg                      |                          | Früh- und Hochmittelalter                      |                                                                        | wenige Oberflächenfunde                                                                                     | Radig, Verzeichnis 1940 Nr. 23; Corpus 104/46                 |
| Strehla                                | Burg Strehla                   |                          | Früh- und Hochmittelalter                      | 1065 (D HIV 140)                                                       | Oberflächenfunde                                                                                            | Corpus 104/59, Billig Nr. 54                                  |
| Zadel, Ot. von Diera-Zehren            | Weinberg                       |                          | Früh- und Hochmittelalter                      | 1079 (D HIV R 1)                                                       | wenige Oberflächenfunde                                                                                     | Radig, Verzeichnis 1940 Nr. 27; Corpus 116/73; Billig Nr. 59  |
| Zehren, Ot. von Diera-Zehren           | Burgberg                       |                          | Früh- und Hochmittelalter                      | zu 1003 castellum (Thietmar V,36)                                      | | Radig, Verzeichnis 1940 Nr. 28; Corpus 116/75                 |
| Zehren, Ot. von Diera-Zehren           | Bei den Spitzhäusern           |                          | Früh- und Hochmittelalter                      |                                                                        | Grabungsfunde                                                                                               | Radig, Verzeichnis 1940 Nr. 30; Corpus 116/74; Billig Nr. 288 |
| Ziegenhain, Ot. von Ketzerbachtal      |                                |                          | Früh- und Hochmittelalter                      |                                                                        | Oberflächenfunde                                                                                            | Radig, Verzeichnis 1940 Nr. 31; Corpus 116/77                 |

## Landkreis Mittelsachsen
| Ort                                     | Lokalität                                     | Typ und Kurzbeschreibung | Datierung                 | schriftliche Quellen                           | Archäologische Untersuchungen und Funde                                                         | Übersichtsliteratur                                          |
| --------------------------------------- | --------------------------------------------- | ------------------------ | ------------------------- | ---------------------------------------------- | ----------------------------------------------------------------------------------------------- | ------------------------------------------------------------ |
| Biesern, Ot. von Seelitz                | Bieserner Borstel                             |                          | Früh- und Hochmittelalter |                                                |                                                                                                 | Radig, Verzeichnis 1940 Nr. 85; Corpus 121/6                 |
| Brösen, Ot. von Leisnig                 | Burgstall                                     |                          | Früh- und Hochmittelalter |                                                |                                                                                                 | Radig, Verzeichnis 1940 Nr. 42; Corpus 152/5                 |
| Brösen, Ot. von Leisnig                 | Burgstadel                                    |                          | Früh- und Hochmittelalter |                                                |                                                                                                 | Corpus 152/6                                                 |
| Choren, Ot. von Döbeln                  | Toppschädel                                   |                          | Früh- und Hochmittelalter |                                                |                                                                                                 | Radig, Verzeichnis 1940 Nr. 15; Corpus 152/7                 |
| Döbeln                                  | Schlossberg (Schule)                          |                          | Früh- und Hochmittelalter | 981 (D OII 195)                                |                                                                                                 | Radig, Verzeichnis 1940 Nr. 43; Corpus 152/12                |
| Fischendorf, Ot. von Leisnig            | Dreihügelsberg, Harlingsberg                  |                          | Früh- und Hochmittelalter |                                                |                                                                                                 | Radig, Verzeichnis 1940 Nr. 44; Corpus 152/18                |
| Fischheim, Ot. von Seelitz              | Fischheimer Borstel                           |                          | Früh- und Hochmittelalter |                                                |                                                                                                 | Radig, Verzeichnis 1940 Nr. 87; Corpus 121/20                |
| Groß Schlaisdorf, Ot. von Lunzenau      | Schlossberg                                   |                          | Früh- und Hochmittelalter |                                                |                                                                                                 | Corpus 121/34                                                |
| Kleinweitzschen, Ot. von Großweitzschen | Die Platte                                    |                          | Früh- und Hochmittelalter |                                                |                                                                                                 | Corpus 152/30                                                |
| Köttern, Ot. von Seelitz                | Kötterner Porschel                            |                          | Früh- und Hochmittelalter |                                                |                                                                                                 | Radig, Verzeichnis 1940 Nr. 88; Corpus 121/41                |
| Minkwitz, Ot. von Leisnig               | Burgstall                                     |                          | Früh- und Hochmittelalter |                                                |                                                                                                 | Corpus 152/39                                                |
| Mutzscheroda, Ot. von Wechselburg       | Borzel                                        |                          | Früh- und Hochmittelalter |                                                |                                                                                                 | Corpus 121/59                                                |
| Naundorf, Ot. von Leisnig               |                                               |                          | Früh- und Hochmittelalter |                                                |                                                                                                 | Corpus 152/40                                                |
| Noßwitz, Ot. von Rochlitz               | Noßwitzer Schlossberg, siehe Schloss Rochlitz |                          | Früh- und Hochmittelalter |                                                |                                                                                                 | Corpus 121/71                                                |
| Polkenberg, Ot. von Leisnig             | Kapellenberg                                  |                          | Früh- und Hochmittelalter | 1046 (D HIII 162)                              |                                                                                                 | Corpus 152/48                                                |
| Rochlitz                                | Schloss Rochlitz                              |                          | Hochmittelalter           | zu 1017 (Thietmar VIII, 20), 1046 (D HIII 162) |                                                                                                 | Corpus 121/90                                                |
| Rochlitz                                | Keßling                                       |                          | Hochmittelalter           |                                                |                                                                                                 | Corpus 121/100                                               |
| Schrebitz, Ot. von Jahnatal             | Kirchberg                                     |                          | Früh- und Hochmittelalter | 1064 (D HIV 118)                               |                                                                                                 | Radig, Verzeichnis 1940 Nr. 83; Corpus 152/56                |
| Technitz, Ot. von Döbeln                | Schanze                                       |                          | Früh- und Hochmittelalter |                                                |                                                                                                 | Corpus 152/64                                                |
| Wechselburg                             | Altes Schloss                                 |                          | Früh- und Hochmittelalter |                                                |                                                                                                 | Corpus 121/148                                               |
| Wendishain, Ot. von Hartha              |                                               |                          | Früh- und Hochmittelalter |                                                |                                                                                                 | Corpus 152/69                                                |
| Ziegra, Ot. von Ziegra-Knobelsdorf      | Alte Schanze                                  |                          | Früh- und Hochmittelalter | laut Billig Hwoznie 981 (D OII 195) ...        |                                                                                                 | Radig, Verzeichnis 1940 Nr. 48; Corpus 152/70                |
| Zschaitz, Ot. von Jahnatal              | Zschaitzer Burgberg                           |                          | Früh- und Hochmittelalter | 1071 (CDS I,1,142)                             | Grabungen August 2009: Nachweise einer slawischen Volksburg des 9. Jh.; Funde aus 4000 v. Chr.; | Radig, Verzeichnis 1940 Nr. 49; Corpus 152/72; Billig Nr. 56 |
| Zschochau, Ot. von Jahnatal             | An der Krähenhütte                            |                          | Früh- und Hochmittelalter |                                                |                                                                                                 | Radig, Verzeichnis 1940 Nr. 32; Corpus 152/73                |

## Landkreis Nordsachsen
| Ort                                       | Lokalität                           | Typ und Kurzbeschreibung | Datierung                 | schriftliche Quellen                                                          | Archäologische Untersuchungen und Funde | Übersichtsliteratur                           |
| ----------------------------------------- | ----------------------------------- | ------------------------ | ------------------------- | ----------------------------------------------------------------------------- | --------------------------------------- | --------------------------------------------- |
| Baderitz, Ot. von Mügeln                  | Festenberg                          |                          | Früh- und Hochmittelalter | zu 984 (1012/18) Als Sitz der Herren von Mogelin(i) (Mügeln) (Thietm. IV. 5.) |                                         | Radig, Verzeichnis 1940 Nr. 77; Corpus 151/4  |
| Benndorf, Ot. von Delitzsch               | Schwedenschanze                     |                          | Früh- und Hochmittelalter |                                                                               |                                         | Corpus 154/4, siehe auch 154/18 Paupitzsch    |
| Bucha, Ot. von Cavertitz                  | Kirchberg                           |                          | Früh- und Hochmittelalter |                                                                               |                                         | Corpus 151/7                                  |
| Cradefeld, Ot. von Taucha                 | Försterberg                         |                          | Früh- und Hochmittelalter |                                                                               |                                         | Radig, Verzeichnis 1940 Nr. 63; Corpus 146/1  |
| Delitzsch                                 | Schlossberg                         |                          | Früh- und Hochmittelalter |                                                                               |                                         | Corpus 154/7                                  |
| Döbitz, Ot. von Taucha                    | Gewinneberg, Winneberg              |                          | Früh- und Hochmittelalter |                                                                               |                                         | Radig, Verzeichnis 1940 Nr. 65; Corpus 146/11 |
| Dommitzsch                                | Osterberg                           |                          | Früh- und Hochmittelalter |                                                                               |                                         | Corpus 149/8                                  |
| Hof, Ot. von Naundorf                     | Burgberg (wahrscheinlich Burg Gana) |                          | Früh- und Hochmittelalter |                                                                               |                                         | Corpus 151/11                                 |
| Eilenburg                                 | Burg Eilenburg                      |                          | Früh- und Hochmittelalter |                                                                               |                                         | Corpus 148/4                                  |
| Elsnig                                    | Kesselberg                          |                          | Früh- und Hochmittelalter |                                                                               |                                         | Corpus 149/11                                 |
| Gostemitz, Ot. von Jesewitz               | Kirchberg                           |                          | Früh- und Hochmittelalter |                                                                               |                                         | Corpus 148/5                                  |
| Hohenwussen, Ot. von Naundorf             | Kirche                              |                          | Früh- und Hochmittelalter |                                                                               |                                         | Radig, Verzeichnis 1940 Nr. 80; Corpus 151/13 |
| Mockrehna                                 | Nesselburg                          |                          | Früh- und Hochmittelalter |                                                                               |                                         | Corpus 148/16                                 |
| Rosenthal, zu Altoschatz, Ot. von Oschatz | Schanze                             |                          | Früh- und Hochmittelalter |                                                                               |                                         | Radig, Verzeichnis 1940 Nr. 82; Corpus 151/37 |
| Schkeuditz                                | Försterberg, Schlossberg            |                          | Früh- und Hochmittelalter | 1091 (UBM 82)                                                                 |                                         | Corpus 146/63                                 |
| Taucha                                    | Schlossberg                         |                          | Früh- und Hochmittelalter | 1004 (D HII 63)                                                               |                                         | Corpus 146/76                                 |
| Torgau                                    | Schloss Hartenfels                  |                          | Früh- und Hochmittelalter |                                                                               |                                         | Corpus 149/25                                 |
| Zissen, Ot. von Dahlen                    | Schwedenschanze                     |                          | Früh- und Hochmittelalter |                                                                               |                                         | Radig, Verzeichnis 1940 Nr. 78; Corpus 151/61 |
| Zwochau                                   |                                     |                          | Früh- und Hochmittelalter |                                                                               |                                         | Corpus 154/43                                 |

## Landkreis Sächsische Schweiz-Osterzgebirge
| Ort                         | Lokalität             | Typ und Kurzbeschreibung | Datierung                 | schriftliche Quellen                                                                                                   | Archäologische Untersuchungen und Funde                                 | Übersichtsliteratur                                                     |
| --------------------------- | --------------------- | --- | ------------------------- | --- | ----------------------------------------------------------------------- | ----------------------------------------------------------------------- |
| Dohna                       | Schloßberg            | Höhenburg, Spornburg, sorbische Wehranlage, danach überbaut mit der Reichsburg Dohna, Mauerrest noch vorhanden, 1830 Wiederaufbauversuch: Runder Turm | Früh- und Hochmittelalter | ohne Bezeichnung 1040 (Annal. Saxo MGH SS VI, S. 684), zu 1107 castellum (Cosmas III,20)                               |                                                                         | Radig, Verzeichnis 1940 Nr. 34; Corpus 119/2                            |
| Dohna                       | Robisch               | Höhenburg, Spornburg, Wälle und Gräben gut sichtbar auf der ungeschützten NW-Seite (Sorbenschanze)                                                    | Früh- und Hochmittelalter | | Oberflächenfunde, Vorderfront der Befestigung mit Steinmauer verblendet | Radig, Verzeichnis 1940 Nr. 33; Corpus 119/3                            |
| Kleinborthen, Ot. von Dohna | Burgberg, Burgstädtel | | Früh- und Hochmittelalter | | wenige uncharaktistische Keramikbruchstücke                             | Radig, Verzeichnis 1940 Nr. 35; Corpus 117/4                            |
| Pesterwitz, Ot. von Freital | Burgwartsberg         | | Hochmittelalter           | entgegen früherer Annahme nicht das Zentrum des 1068 erwähnten Burgwards Bvistrizi, sondern Burg Thorun (um 1200–1206) | Oberflächenfunde                                                        | Radig, Verzeichnis 1940 Nr. 6; Corpus 117/5; Billig Nr. 61; Kobuch 1997 |
| Pirna                       | Kesselberg            | | Früh- und Hochmittelalter | |                                                                         | Corpus 119/8                                                            |

## Vogtlandkreis
- Eisenberg bei Pöhl: bronzezeitlicher Burgwall (Abschnittswall) auf größerem Felssporn in unmittelbarer Nähe der Talsperrenmauer von Talsperre Pöhl. Anlage wurde untersucht und mit Infotafel vor Ort die Funde und Altersbestimmung benannt. Oberhalb davon auf selbem Höhenzug liegt der Julius-Mosen-Turm (Aussichtsturm).

Bilder im Bildarchiv vorhanden unter Pöhl.

## Landkreis Zwickau
- abgegangener Burgwall von Schlunzig bei Glauchau. Wohl mittelalterlich. Wird scheinbar halbrund von Bach umflossen (siehe Luftbild des Ortes).